# Asharq Al-Awsat
Asharq Al-Awsat (Arabisch: الشرق الاوسط, het Midden-Oosten) is een groot Panarabisch dagblad, met een oplage van 200.000 dat in twaalf steden in vier continenten wordt gedrukt. De krant is opgericht in 1978 in Londen door Jihad Al Khazen en Adel Bishtawi. Het is nog steeds gevestigd in Londen, maar wordt nu bewerkt door Saudi Research and Marketing Ltd. en wordt geleid door Faisal bin Salman.

Sinds 1990 kreeg Asharq Al-Awsat steeds meer succes en werd het uitgegeven in het Midden-Oosten en in de Maghreb, vooral in Marokko. De krant is bekend van zijn slogan Internationale krant van de Arabieren, omdat het Arabische en internationale gebeurtenissen beschrijft.

Asharq Al-Awsat was het eerste Arabische dagblad dat satellietverbindingen introduceerde om gelijktijdig te drukken in verschillende grote steden in de wereld. Het is tegenwoordig de enige krant die internationaal de Arabische auteursrechten bezit van de Washington Post, USA Today en Global Viewpoint. De krant publiceert voor een groot deel artikelen uit de internationale pers, waardoor de artikelen meestal vertalingen in het Arabisch zijn. Asharq Al-Awsat is sinds december 1995 te vinden op internet en bevat een Engelse vertaling van delen van de artikelen.
Een van de meest succesvolle redacteurs van de krant, Abdulrahman Al Rashid, werd directeur van het nieuwskanaal van het Midden-Oosten, Al Arabiya. Zijn prestaties werden weergegeven in the New York Times in januari 2008.